# کریستوفر کوکرل
کریستوفر کوکرل (انگلیسی: Christopher Cockerell; ۴ ژوئن ۱۹۱۰ – ۱ ژوئن ۱۹۹۹) دانشمند در زمینه اهل بریتانیا بود.
وی همچنین برندهٔ جوایزی همچون مدال پادشاهی و همکار انجمن سلطنتی شده‌است.